# Sarna del conejo
Las sarnas del conejo son diversas enfermedades parasitarias muy frecuente en los conejares tropicales, que afecta a los conejos de cualquier edad, producida por diferentes tipos de ácaros que provocan lesiones en la piel de tipo variable dependiendo del grado de afectación y de la gravedad clínica.

## Etiología
La sarna es producida por variedades de ácaros como son el Sarcoptes scabei (var. Cuniculi), Psoroptes cuniculi, Chorioptes cuniculi, Demodex cuniculi (menos frecuente) y el Notoedres cati (var. Cuniculi)

## Etimología
- La sarna auricular o sarna de la oreja es producida por el Psoroptes, que constituye la más frecuente del conejo, también llamada otocariasis. El ácaro se desarrolla en el interior de la orejas externo como consecuencia hay escozor, malestar, intranquilidad. Se crea un cerumen amarillo-grisáceo en forma de hojuelas costrosas malolientes. Cuando la infección profundiza se origina otitis media con tortícolis. Los ácaros también afectan el borde de la piel originando exudados costrosos y depilación, aumentando el prurito.[3]

- La sarna chorióptica o corióptica, afecta también al pabellón de la oreja provocando un cuadro más discreto en condiciones naturales coexiste con la sarna Psoróptica en un mismo animal. También la produce por Chorioptes cuniculi.

- La sarna dermotética menos frecuente. el demodex cuniculi penetra en la raíz de los folículos pilosos o estratos profundos de la piel provocando lesiones y engrosamiento, hay caída del pelo y la localización de las lesiones fundamentales está en la cara, base de las orejas y cuello.

- La sarna notoédrica: se presenta fundamentalmente en la región de la cabeza y es producida por el ácaro Notoedres cati (variedad Cuniculi). Los síntomas son similares a los descritos para la sarna sarcóptica.

Todos los tipos de sarna son considerados zoonosis y se afectan con frecuencia las personas relacionadas con la manipulación de los animales.

## Diagnóstico
El diagnóstico presuntivo es suficiente con el estudio clínico de los casos y la historia de la enfermedad en el conejar. Se corrobora con el raspado de piel (del borde de la lesión) y la observación de los ácaros directamente bajo el microscopio, con lente de menor aumento. La clasificación taxonómica no es importante desde el punto de vista práctico, además de difícil, ya que el control es igual para todas.

## Prevención
El contacto directo con un conejo infectado no es la única forma de contagio, esta también puede darse con los parásitos que son transportados por el viento, por un entorno infectado de ácaros (los distintos tipos de este parásito difícilmente son visibles para el ojo humano), e incluso por el contacto con un humano que ha estado en una colonia o granja de conejos en donde hay sarna.

## Tratamiento y control
- Eliminar el parásito encima del animal: es necesario la cura con miasis cutánea en los lugares afectados. Son muy efectivos los baños con acaricidas una vez por semana.
- Reducir la población de los ácaros fuera del animal: desinfección de pisos y cercas y el cumplimiento de las medidas preventivas.
- En caso de intoxicaciones con estos productos, se recomienda inyectar atropina 0.1 mg/kg de peso por vía intramuscular.[6]